# Nati nel 1996/Marzo
| Questa pagina contiene informazioni ricavate automaticamente dalle voci biografiche con l'ausilio del template Bio e di un bot. L'aggiornamento è periodico e automatico e ricostruisce completamente la pagina. Se manca una persona in questa lista, sei pregato di non aggiungerla, ma accertati piuttosto che la sua voce biografica contenga il template Bio e che i dati anagrafici siano correttamente compilati. Se il template Bio manca, inseriscilo tu stesso o, in alternativa, metti l'avviso {{tmp\|Bio}} che ne segnala la mancanza. Se i dati riportati sono sbagliati, correggi direttamente la voce biografica; le modifiche saranno visibili in questa lista entro pochi giorni. Per chiarimenti vedi il progetto biografie. La lista contiene solo le 467 persone che sono citate nell'enciclopedia e per le quali è stato implementato correttamente il template Bio. Pagina aggiornata al 18 ago 2025. |

- 1º marzo - Elizabeth Arnot, calciatrice scozzese
- 1º marzo - Yamila Badell, calciatrice uruguaiana
- 1º marzo - Nicolás Benegas, calciatore argentino
- 1º marzo - Kévin Malpon, calciatore francese
- 1º marzo - Toni Filipi, pugile croato
- 1º marzo - Laia Flores, cestista spagnola
- 1º marzo - Aleksej Gasilin, ex calciatore russo
- 1º marzo - Harry Laidlaw, sciatore alpino australiano
- 1º marzo - Mohamed Daud Mohamed, mezzofondista somalo
- 1º marzo - Sadegh Moharrami, calciatore iraniano
- 1º marzo - Sage Northcutt, artista marziale misto statunitense
- 1º marzo - Agwa Okuot Obiech, calciatore norvegese
- 1º marzo - Brando Pacitto, attore italiano
- 1º marzo - Veronica Yoko Plebani, canoista, snowboarder e triatleta italiana
- 1º marzo - Roger, calciatore brasiliano
- 1º marzo - Rubio Rubin, calciatore statunitense
- 1º marzo - Gilles Senn, hockeista su ghiaccio svizzero
- 1º marzo - Julia Taubitz, slittinista tedesca
- 1º marzo - Luis Vásquez, calciatore colombiano
- 1º marzo - Jackson White, attore statunitense
- 1º marzo - Ye Shiwen, nuotatrice cinese
- 2 marzo - Roland Baas, calciatore olandese
- 2 marzo - Josip Bašić, ex calciatore croato
- 2 marzo - Filippo Berlincioni, nuotatore italiano
- 2 marzo - Younes Bnou Marzouk, calciatore francese
- 2 marzo - Jefferson Alveiro Cepeda, ciclista su strada ecuadoriano
- 2 marzo - Alessandro Fedeli, ex ciclista su strada italiano
- 2 marzo - Dániel Gazdag, calciatore ungherese
- 2 marzo - Vanessa Mark, bobbista e ex multiplista tedesca
- 2 marzo - Tina Marolt, calciatrice slovena
- 2 marzo - Hildeberto Pereira, calciatore portoghese
- 2 marzo - Anastasija Savčuk, nuotatrice artistica ucraina
- 2 marzo - Shahbaz Younas, calciatore pakistano
- 2 marzo - Lisa Zimmermann, ex sciatrice freestyle tedesca
- 3 marzo - Chanagun Arpornsutinan, attore televisivo thailandese
- 3 marzo - Aldana Cometti, calciatrice argentina
- 3 marzo - Robert Dickie, calciatore inglese
- 3 marzo - Alexandra Edebo, sciatrice freestyle svedese
- 3 marzo - Alexandra Frantti, pallavolista statunitense
- 3 marzo - Cameron Johnson, cestista statunitense
- 3 marzo - Stephane Aziz Ki, calciatore ivoriano
- 3 marzo - Danylo Knyš, calciatore ucraino
- 3 marzo - Sareth Krya, calciatore cambogiano
- 3 marzo - Facundo Labandeira, calciatore uruguaiano
- 3 marzo - Alexandra Louis-Marie, schermitrice francese
- 3 marzo - Taylor Nelson, pallavolista statunitense
- 3 marzo - Pīnelopī Pavlopoulou, cestista greca
- 3 marzo - Bachir Sid Azara, lottatore algerino
- 3 marzo - Norbert Szélpál, calciatore ungherese
- 3 marzo - Evelise Veiga, lunghista e triplista portoghese
- 3 marzo - Jeremy Zucker, cantautore statunitense
- 4 marzo - Timo Baumgartl, calciatore tedesco
- 4 marzo - Paul Buchegger, pallavolista austriaco
- 4 marzo - Alexa Dlouhy, ex sciatrice alpina canadese
- 4 marzo - Brenna Dowell, ginnasta statunitense
- 4 marzo - Sebastian Ernst, calciatore tedesco
- 4 marzo - Michael Gallup, giocatore di football americano statunitense
- 4 marzo - Maxim Grechkin, calciatore ucraino
- 4 marzo - Gastón Gómez, calciatore argentino
- 4 marzo - Tihomir Kostadinov, calciatore macedone
- 4 marzo - Daniela Maier, sciatrice freestyle tedesca
- 4 marzo - Bruno Mascolo, cestista italiano
- 4 marzo - Antonio Sanabria, calciatore paraguaiano
- 4 marzo - Diego Sevilla, ciclista su strada e ciclocrossista spagnolo
- 4 marzo - Valentín Vada, calciatore argentino
- 4 marzo - Tom Wirtgen, ciclista su strada lussemburghese
- 4 marzo - Nat Zang, attore statunitense
- 4 marzo - Irina Zaretska, karateka azera
- 4 marzo - Gregorio van der Biezen, ex calciatore olandese
- 5 marzo - Franco Acosta, calciatore uruguaiano († 2021)
- 5 marzo - Mario Bautista, cantante messicano
- 5 marzo - Chris Bedia, calciatore ivoriano
- 5 marzo - Michael Evans Behling, attore statunitense
- 5 marzo - Nicole Billa, calciatrice austriaca
- 5 marzo - Gabriel Boschilia, calciatore brasiliano
- 5 marzo - Okan Chatzīterzoglou, calciatore greco
- 5 marzo - Blessing Eleke, calciatore nigeriano
- 5 marzo - Jordynne Grace, wrestler statunitense
- 5 marzo - Tim Hasbargen, ex cestista tedesco
- 5 marzo - Tre Herndon, giocatore di football americano statunitense
- 5 marzo - Taylor Marie Hill, supermodella statunitense
- 5 marzo - Emmanuel Mudiay, cestista della Repubblica Democratica del Congo
- 5 marzo - Nathan Oduwa, calciatore inglese
- 5 marzo - Miguel Olavide, ex calciatore spagnolo
- 5 marzo - Femi Olujobi, cestista statunitense
- 5 marzo - Keturah Orji, triplista e lunghista statunitense
- 5 marzo - Nikita Poršnev, biatleta russo
- 5 marzo - Roman Repilov, slittinista russo
- 5 marzo - Kirian Rodríguez, calciatore spagnolo
- 5 marzo - Grega Sorčan, calciatore sloveno
- 5 marzo - Otsochodzi, rapper polacco
- 5 marzo - Džulija Terzijska, tennista bulgara
- 5 marzo - Beka Vachiberadze, calciatore georgiano
- 5 marzo - Luca Valzania, calciatore italiano
- 5 marzo - Annebel van der Knijff, canoista spagnola
- 6 marzo - Ryōta Aoki, calciatore giapponese
- 6 marzo - Christian Coleman, velocista statunitense
- 6 marzo - Kaede Hondo, doppiatrice giapponese
- 6 marzo - Lisa Hörnblad, ex sciatrice alpina svedese
- 6 marzo - Euthymios Koulourīs, calciatore greco
- 6 marzo - Hanna Krasnoshlyk, tuffatrice ucraina
- 6 marzo - Antonino La Gumina, calciatore italiano
- 6 marzo - Teresinha Landeiro, cantante portoghese
- 6 marzo - Nicolás Linares, calciatore argentino
- 6 marzo - Mohamed Magdy, calciatore egiziano
- 6 marzo - Petar Mamić, calciatore croato
- 6 marzo - Maksym Tret'jakov, calciatore ucraino
- 6 marzo - Timo Werner, calciatore tedesco
- 6 marzo - Yan Han, pattinatore artistico su ghiaccio cinese
- 6 marzo - Margarita Černomyrdina, calciatrice russa
- 7 marzo - Britta Backlund, sciatrice di velocità svedese
- 7 marzo - Clara Decortes, pallavolista italiana
- 7 marzo - Liam Donnelly, calciatore nordirlandese
- 7 marzo - Muaid Ellafi, calciatore libico
- 7 marzo - Marc García Antonell, cestista spagnolo
- 7 marzo - Carl Hopprich, calciatore seychellese
- 7 marzo - Oleksandr Kaplijenko, calciatore ucraino
- 7 marzo - Ihor Kohut, calciatore ucraino
- 7 marzo - Johannes Kreidl, calciatore austriaco
- 7 marzo - Marlon Mack, giocatore di football americano statunitense
- 7 marzo - Abdul Kadiri Mohammed, calciatore ghanese
- 7 marzo - Manel Navarro, cantante spagnolo
- 7 marzo - Mia Nicolai, cantautrice olandese
- 7 marzo - Bart Nieuwkoop, calciatore olandese
- 7 marzo - Cierra Runge, nuotatrice statunitense
- 7 marzo - Jakob Schnaitter, tennista tedesco
- 7 marzo - Csaba Spandler, calciatore ungherese
- 7 marzo - Matej Čurma, calciatore slovacco
- 8 marzo - Mihkel Ainsalu, calciatore estone
- 8 marzo - Kyle Allen, giocatore di football americano statunitense
- 8 marzo - Yohán Cumana, calciatore venezuelano
- 8 marzo - Jean-Philippe Dally, cestista francese
- 8 marzo - Kendall Ellis, velocista statunitense
- 8 marzo - Jiří Kulhánek, calciatore ceco
- 8 marzo - Daniel-Kofi Kyereh, calciatore ghanese
- 8 marzo - Isaac Mbenza, calciatore belga
- 8 marzo - Robbie Muirhead, calciatore scozzese
- 8 marzo - Moussa Niakhaté, calciatore francese
- 8 marzo - Joe Reid, mezzofondista britannico
- 8 marzo - Zachary Scerri, calciatore maltese
- 8 marzo - Máté Vida, calciatore ungherese
- 8 marzo - Destiny Wagner, modella beliziana
- 8 marzo - Mattia Zuin, nuotatore italiano
- 8 marzo - Maks Čelić, calciatore croato
- 9 marzo - Gastón Alvite, calciatore uruguaiano
- 9 marzo - Maria Andrejczyk, giavellottista polacca
- 9 marzo - Laura Bilotta, tuffatrice italiana
- 9 marzo - Giulia Brazzarola, calciatrice italiana
- 9 marzo - Dan Cleary, calciatore irlandese
- 9 marzo - Rúben Macedo, calciatore portoghese
- 9 marzo - Stefano Gori, calciatore italiano
- 9 marzo - Sudirman Hadi, velocista indonesiano
- 9 marzo - Dawa Hotessa, calciatore etiope
- 9 marzo - Giorgio Minisini, nuotatore artistico italiano
- 9 marzo - José Ricardo Barbosa Ribeiro Drumond, calciatore brasiliano
- 10 marzo - Angemi, disc jockey, compositore e produttore discografico italiano
- 10 marzo - Onur Balkan, ciclista su strada turco
- 10 marzo - Eamonn Brophy, calciatore scozzese
- 10 marzo - Kevin Galván, calciatore panamense
- 10 marzo - Ali Gholizadeh, calciatore iraniano
- 10 marzo - Rezki Hamroune, calciatore algerino
- 10 marzo - Jo Jung-eun, attrice sudcoreana
- 10 marzo - Josip Posavec, calciatore croato
- 10 marzo - Denis Vieru, judoka moldavo
- 10 marzo - Calum Waters, calciatore scozzese
- 10 marzo - Aslak Fonn Witry, calciatore norvegese
- 11 marzo - Matthew Aldridge, canottiere britannico
- 11 marzo - Kalle Berglund, mezzofondista svedese
- 11 marzo - Taven Bryan, giocatore di football americano statunitense
- 11 marzo - Elio Capradossi, calciatore ugandese
- 11 marzo - Vanessa Gilles, calciatrice canadese
- 11 marzo - Omri Glazer, calciatore israeliano
- 11 marzo - Francis Guerrero, calciatore spagnolo
- 11 marzo - Ronnie Harrell, cestista statunitense
- 11 marzo - Andrés Iniestra, calciatore messicano
- 11 marzo - Marcus King, chitarrista e cantautore statunitense
- 11 marzo - Matías Mayer, calciatore argentino
- 11 marzo - Matthew Ridenton, calciatore neozelandese
- 11 marzo - Ante Roguljić, calciatore croato
- 11 marzo - Szebasztián Szabó, nuotatore serbo
- 11 marzo - Tavierre Thomas, giocatore di football americano statunitense
- 11 marzo - Beatrice Veronese, rugbista a 15 italiana
- 11 marzo - Masomah Ali Zada, ciclista su strada afghana
- 11 marzo - José Artur de Lima Junior, calciatore brasiliano
- 12 marzo - Felipe Araruna, ex calciatore brasiliano
- 12 marzo - Tom Booth-Amos, pilota motociclistico britannico
- 12 marzo - Katie Vincent, canoista canadese
- 12 marzo - Michael Richard Delgado de Oliveira, calciatore brasiliano
- 12 marzo - Gregory Di Tomaso, hockeista su ghiaccio canadese
- 12 marzo - Serhou Guirassy, calciatore francese
- 12 marzo - Osman Hadžikić, calciatore austriaco
- 12 marzo - Karim Hafez, calciatore egiziano
- 12 marzo - Erika Lauriola, calciatrice italiana
- 12 marzo - Robert Murić, calciatore croato
- 12 marzo - Federico Mussini, cestista italiano
- 12 marzo - Emmanuel Ntim, calciatore ghanese
- 12 marzo - Cene Prevc, saltatore con gli sci sloveno
- 12 marzo - Sebastian van Santen, giocatore di football americano tedesco
- 12 marzo - Lisandro Semedo, calciatore portoghese
- 12 marzo - Stijn Spierings, calciatore olandese
- 12 marzo - Elisabeth Willibald, ex sciatrice alpina tedesca
- 12 marzo - Dabney dos Santos, calciatore olandese
- 13 marzo - Thiha Htet Aung, calciatore birmano
- 13 marzo - Estelle Cascino, tennista francese
- 13 marzo - Jaime Castrillo, ex ciclista su strada spagnolo
- 13 marzo - Marc Gual, calciatore spagnolo
- 13 marzo - Tomás Guidara, calciatore argentino
- 13 marzo - Aleksej Kaštanov, calciatore russo
- 13 marzo - Christoffer Kelle, giocatore di calcio a 5 e calciatore norvegese
- 13 marzo - Marie-Charlotte Léger, calciatrice francese
- 13 marzo - Sebastián Martelli, calciatore argentino
- 13 marzo - Eva Mori, pallavolista slovena
- 13 marzo - Laviai Nielsen, velocista britannica
- 13 marzo - Lina Nielsen, ostacolista e velocista britannica
- 13 marzo - Pronpiphat Pattanasettanon, attore televisivo e modello thailandese
- 13 marzo - Giovanni Pettinelli, rugbista a 15 italiano
- 13 marzo - Christian Pyagbara, calciatore nigeriano
- 13 marzo - Wojciech Wojdak, ex nuotatore polacco
- 13 marzo - Keita Yamashita, calciatore giapponese
- 13 marzo - Nathan Allan de Souza, calciatore brasiliano
- 14 marzo - Batuhan Altıntaş, calciatore turco
- 14 marzo - Gijs Brouwer, tennista olandese
- 14 marzo - Dean David, calciatore israeliano
- 14 marzo - Akramjon Komilov, calciatore uzbeko
- 14 marzo - René Kotrík, calciatore slovacco
- 14 marzo - Gladys Kwamboka, mezzofondista keniota
- 14 marzo - Regimantas Miniotas, cestista lituano
- 14 marzo - Heleen Nauwelaers, cestista belga
- 14 marzo - Zaurbek Sidakov, lottatore russo
- 14 marzo - Eden Silva, tennista britannica
- 14 marzo - Kevin Van Den Kerkhof, calciatore francese
- 14 marzo - Wang Yuanjun, goista taiwanese
- 14 marzo - Kevin Yebo, cestista tedesco
- 14 marzo - Florian Ziegler, giocatore di football americano svizzero
- 15 marzo - Mohamed Al-Akbari, calciatore emiratino
- 15 marzo - Ewandro, calciatore brasiliano
- 15 marzo - Matt Farrell, cestista statunitense
- 15 marzo - Maxwell Jacob Friedman, wrestler statunitense
- 15 marzo - Jia Xiaoye, schermitrice cinese
- 15 marzo - Ken Krolicki, calciatore giapponese
- 15 marzo - Alëna Lutkovskaja, astista russa
- 15 marzo - Levin Öztunalı, calciatore tedesco
- 15 marzo - Pedro Pascual, velista statunitense
- 15 marzo - Casper Pedersen, ciclista su strada e pistard danese
- 15 marzo - José Ángel Pozo, calciatore spagnolo
- 15 marzo - Cristian Rodríguez Pérez, calciatore spagnolo
- 15 marzo - Juan Antonio Ros, calciatore spagnolo
- 15 marzo - Jordan Saling, ex calciatore statunitense
- 15 marzo - Joriwinnyson Santos dos Anjos Rodrigues, calciatore brasiliano
- 15 marzo - János Szépe, calciatore slovacco
- 15 marzo - Eleonora Vandi, mezzofondista italiana
- 15 marzo - Ramil Şeydayev, calciatore russo
- 16 marzo - Ajiona Alexus, attrice e cantante statunitense
- 16 marzo - Berny Burke, calciatore costaricano
- 16 marzo - Riccardo Copelli, pallavolista italiano
- 16 marzo - Soyol-Erdene Gal-Erdene, calciatore mongolo
- 16 marzo - Juan Martín Gonella, calciatore uruguaiano
- 16 marzo - Soumiya Iraoui, judoka marocchina
- 16 marzo - Fəhmin Muradbəyli, calciatore azero
- 16 marzo - Jean-Pierre Rhyner, calciatore svizzero
- 16 marzo - Yōhei Takaoka, calciatore giapponese
- 16 marzo - Ivan Toney, calciatore inglese
- 16 marzo - Tsend-Ochir Tsogtbaatar, judoka mongolo
- 16 marzo - Cecilia Zandalasini, cestista italiana
- 17 marzo - Julija Belomestnych, bobbista e ex velocista russa
- 17 marzo - Federico Bikoro, calciatore camerunese
- 17 marzo - Arturo Calabresi, calciatore italiano
- 17 marzo - Viola Calligaris, calciatrice svizzera
- 17 marzo - Boris Cmiljanić, calciatore montenegrino
- 17 marzo - Aleksandra Crvendakić, cestista serba
- 17 marzo - Brendan Galloway, calciatore inglese
- 17 marzo - Jordan Hamilton, calciatore canadese
- 17 marzo - Richard Jensen, calciatore finlandese
- 17 marzo - Tokischa, rapper dominicana
- 17 marzo - Irina Velihanova, multiplista turkmena
- 17 marzo - Nemanja Ćalasan, calciatore serbo
- 18 marzo - Odiljon Abdurakhmanov, calciatore kirghiso
- 18 marzo - Madeline Carroll, attrice statunitense
- 18 marzo - Michelle Dekker, snowboarder olandese
- 18 marzo - Deja Harris, pallavolista statunitense
- 18 marzo - Lilli Kay, attrice statunitense
- 18 marzo - Mićo Kuzmanović, calciatore bosniaco
- 18 marzo - Skal Labissière, cestista haitiano
- 18 marzo - Senne Leysen, ciclista su strada belga
- 18 marzo - Eva Noblezada, attrice e cantante statunitense
- 18 marzo - Mathijs Paasschens, ciclista su strada olandese
- 18 marzo - Nahuel Rodríguez, calciatore argentino
- 18 marzo - Adrian Rus, calciatore rumeno
- 18 marzo - Shang Chunsong, ginnasta cinese
- 18 marzo - Jemal Tabidze, calciatore georgiano
- 18 marzo - Julien Wanders, mezzofondista svizzero
- 19 marzo - Christian Borgnaes, sciatore alpino austriaco
- 19 marzo - Mariona Caldentey, calciatrice spagnola
- 19 marzo - Álex Corredera, calciatore spagnolo
- 19 marzo - Barbara Haas, tennista austriaca
- 19 marzo - Yung Gravy, rapper, cantautore e produttore discografico statunitense
- 19 marzo - Yannick Mayr, giocatore di football americano austriaco
- 19 marzo - Quenton Nelson, giocatore di football americano statunitense
- 19 marzo - Miki Oračev, calciatore bulgaro
- 19 marzo - Liam O'Reilly, cestista statunitense
- 19 marzo - Alexandru Tudorie, calciatore rumeno
- 19 marzo - Armani Watts, giocatore di football americano statunitense
- 20 marzo - Karol Angielski, calciatore polacco
- 20 marzo - Biel, cantante e modello brasiliano
- 20 marzo - Domagoj Drožđek, calciatore croato
- 20 marzo - Mitch Finesilver, lottatore statunitense
- 20 marzo - Cecilie Fiskerstrand, calciatrice norvegese
- 20 marzo - Brahim Konaté, calciatore francese
- 20 marzo - Russ Millions, rapper britannico
- 20 marzo - Cristian Camilo Muñoz, ciclista su strada colombiano
- 20 marzo - Thomas Oude Kotte, calciatore olandese
- 20 marzo - Gabriel Ramos, calciatore brasiliano
- 20 marzo - Alan Omar Rodríguez Ortiz, calciatore messicano
- 20 marzo - Yann Schrub, mezzofondista francese
- 20 marzo - Alessia Scriboni, attrice e ballerina italiana
- 20 marzo - Steve Solvet, calciatore francese
- 20 marzo - Pascal Stenzel, calciatore tedesco
- 20 marzo - Kateřina Svitková, calciatrice ceca
- 20 marzo - Matthieu Udol, calciatore francese
- 20 marzo - Ruben Zugno, cestista italiano
- 21 marzo - Facundo Altamirano, calciatore argentino
- 21 marzo - Gabriela Andělová, cestista ceca
- 21 marzo - Han Ji-hyun, attrice sudcoreana
- 21 marzo - Jamarcus Henderson, giocatore di football americano statunitense
- 21 marzo - Jan Hołub, nuotatore polacco
- 21 marzo - Aurora Mikalsen, calciatrice norvegese
- 21 marzo - Brandon Rivera, ciclista su strada colombiano
- 21 marzo - Alexis Rodríguez, calciatore argentino
- 21 marzo - Denis Rodríguez, calciatore argentino
- 21 marzo - Carlos Sanz, giocatore di calcio a 5 venezuelano
- 22 marzo - Timur Bižoev, lottatore russo
- 22 marzo - Jonas Dassler, attore tedesco
- 22 marzo - Kyle Dugger, giocatore di football americano statunitense
- 22 marzo - Ayman Hussein, calciatore iracheno
- 22 marzo - Luciano Gómez, calciatore argentino
- 22 marzo - Ludvig Håkanson, cestista svedese
- 22 marzo - John Konchar, cestista statunitense
- 22 marzo - Lxandra, cantante finlandese
- 22 marzo - Kazuya Miyahara, calciatore giapponese
- 22 marzo - Gig Morton, attore canadese
- 22 marzo - Ionuț Panțîru, calciatore rumeno
- 22 marzo - Lóránd Pászka, calciatore ungherese
- 22 marzo - Aitor Ruibal, calciatore spagnolo
- 22 marzo - Blair Davenport, wrestler britannica
- 22 marzo - Everton Soares, calciatore brasiliano
- 22 marzo - Juan Pablo Vaulet, cestista argentino
- 22 marzo - Jorge Fernando dos Santos Silva, calciatore portoghese
- 22 marzo - Matheus Jussa, calciatore brasiliano
- 22 marzo - Jeroen van der Lely, ex calciatore olandese
- 22 marzo - Oğulcan Çağlayan, calciatore turco
- 23 marzo - Francis Abong, mezzofondista keniano
- 23 marzo - Alexander Albon, pilota automobilistico thailandese
- 23 marzo - Dženis Beganović, calciatore bosniaco
- 23 marzo - Lucas Cavalcante Silva Afonso, calciatore brasiliano
- 23 marzo - Delphine Claudel, fondista francese
- 23 marzo - Hugo Grenier, tennista francese
- 23 marzo - Jin An, cestista sudcoreana
- 23 marzo - Dwayne Lautier-Ogunleye, cestista britannico
- 23 marzo - Kimberley Le Court, ciclista su strada e mountain biker mauriziana
- 23 marzo - Petros Orfanidīs, calciatore greco
- 23 marzo - Sergi Palencia, calciatore spagnolo
- 23 marzo - Caliya Robinson, cestista statunitense
- 23 marzo - Desi Rodriguez, cestista statunitense
- 24 marzo - İslam Abbasov, lottatore azero
- 24 marzo - Lucas Cueto, calciatore tedesco
- 24 marzo - Bruno Duarte da Silva, calciatore brasiliano
- 24 marzo - Marlon Frey, calciatore tedesco
- 24 marzo - Valentino Lazaro, calciatore austriaco
- 24 marzo - Thallyson, calciatore brasiliano
- 24 marzo - Shinnosuke Nakatani, calciatore giapponese
- 24 marzo - Kyaw Min Oo, calciatore birmano
- 24 marzo - Oussama Oueslati, taekwondoka tunisino
- 24 marzo - Orbelín Pineda, calciatore messicano
- 24 marzo - Albert Reyes, calciatore andorrano
- 24 marzo - Karina Sævik, calciatrice norvegese
- 24 marzo - Myles Turner, cestista statunitense
- 24 marzo - Kyzir White, giocatore di football americano statunitense
- 24 marzo - Cameron Young, cestista statunitense
- 25 marzo - Ondřej Bačo, calciatore ceco
- 25 marzo - Laurent Dumais, sciatore freestyle canadese
- 25 marzo - Erickson Gallardo, calciatore venezuelano
- 25 marzo - Petar Gluhakovic, calciatore austriaco
- 25 marzo - Victorie Guilman, ciclista su strada francese
- 25 marzo - Jessica Inchude, discobola e pesista guineense
- 25 marzo - Ņikita Ivanovs, ex calciatore lettone
- 25 marzo - Walid Karoui, calciatore tunisino
- 25 marzo - Stevie Mallan, calciatore scozzese
- 25 marzo - Jamuni McNeace, cestista statunitense
- 25 marzo - Emmanuel Moseley, giocatore di football americano statunitense
- 25 marzo - Vittorio Parigini, calciatore italiano
- 25 marzo - Richárd Rapport, scacchista ungherese
- 25 marzo - Braden Smith, giocatore di football americano statunitense
- 25 marzo - Franco Stupaczuk, sportivo argentino
- 25 marzo - Marzia Tagliamento, cestista italiana
- 25 marzo - Jakub Yunis, calciatore ceco
- 26 marzo - Jonathan Bamba, calciatore ivoriano
- 26 marzo - Kathryn Bernardo, attrice e modella filippina
- 26 marzo - Luka Bogdan, calciatore croato
- 26 marzo - Mario Gargiulo, calciatore italiano
- 26 marzo - Otar K'it'eishvili, calciatore georgiano
- 26 marzo - Ivanildo Fernandes, calciatore portoghese
- 26 marzo - David Nichols, cestista statunitense
- 26 marzo - Alessio Occhipinti, nuotatore italiano
- 26 marzo - Audrey Phaneuf, pattinatrice di short track canadese
- 26 marzo - Núbia Soares, triplista brasiliana
- 26 marzo - Justise Winslow, cestista statunitense
- 26 marzo - Mizuki Yanagita, ex pallavolista giapponese
- 26 marzo - Radovan Đoković, cestista serbo
- 27 marzo - Alice Benoît, calciatrice francese
- 27 marzo - Stephen Brown, cestista statunitense
- 27 marzo - Tolga Geçim, cestista turco
- 27 marzo - Loïc Lapoussin, calciatore malgascio
- 27 marzo - Rosabell Laurenti Sellers, attrice italiana
- 27 marzo - Aristote Nkaka, calciatore belga
- 27 marzo - Stephane Omeonga, calciatore belga
- 28 marzo - Gonzalo Asis, calciatore argentino
- 28 marzo - Mason Cole, giocatore di football americano statunitense
- 28 marzo - Stefano Gandin, ex ciclista su strada italiano
- 28 marzo - Ramona Theresia Hofmeister, snowboarder tedesca
- 28 marzo - Jaraslaŭ Jarocki, calciatore bielorusso
- 28 marzo - Elios Manzi, judoka italiano
- 28 marzo - Phiona Mutesi, scacchista ugandese
- 28 marzo - Samuel Owusu, calciatore ghanese
- 28 marzo - Benjamin Pavard, calciatore francese
- 28 marzo - Henrik Rönnlöf Castegren, calciatore svedese
- 28 marzo - Max Strus, cestista statunitense
- 28 marzo - Xie Siyi, tuffatore cinese
- 28 marzo - Jorge Marco de Oliveira Moraes, calciatore brasiliano
- 28 marzo - Damian van Bruggen, calciatore olandese
- 29 marzo - Zewditu Aderaw, mezzofondista etiope
- 29 marzo - James Akintunde, calciatore inglese
- 29 marzo - Wade Baldwin, cestista statunitense
- 29 marzo - Samy Bourard, calciatore belga
- 29 marzo - Ronan Curtis, calciatore inglese
- 29 marzo - Romain Del Castillo, calciatore francese
- 29 marzo - Djibril Dianessy, calciatore francese
- 29 marzo - Gerson Gonçalves, cestista angolano
- 29 marzo - Ksenija Levčenko, cestista russa
- 29 marzo - András Mészáros, calciatore slovacco
- 29 marzo - Rafael Barbosa, calciatore portoghese
- 29 marzo - Silina Pha Aphay, velocista e lunghista laotiana
- 29 marzo - Richard Sánchez, calciatore paraguaiano
- 29 marzo - Gabrielzinho, calciatore brasiliano
- 30 marzo - Nayef Aguerd, calciatore marocchino
- 30 marzo - Jonathan Augustinsson, calciatore svedese
- 30 marzo - Aviv Avraham, calciatore israeliano
- 30 marzo - Alexander Berntsson, calciatore svedese
- 30 marzo - Dmytro Bezruk, ex calciatore ucraino
- 30 marzo - Leonardo Suárez, calciatore argentino
- 30 marzo - Harouna Sy, calciatore francese
- 30 marzo - Kevin Varga, calciatore ungherese
- 30 marzo - Thodōrīs Voulkidīs, pallavolista greco
- 31 marzo - Gaddi Aguirre, calciatore messicano
- 31 marzo - Sean Bennett, ex ciclista su strada statunitense
- 31 marzo - Artem Bjesjedin, calciatore ucraino
- 31 marzo - Kira Hagi, attrice rumena
- 31 marzo - Shakur Juiston, cestista statunitense
- 31 marzo - Serkan Jusein, calciatore bulgaro
- 31 marzo - Liza Koshy, attrice, conduttrice televisiva e comica statunitense
- 31 marzo - Riley LaChance, cestista statunitense
- 31 marzo - Avonte Maddox, giocatore di football americano statunitense
- 31 marzo - Carlos McCullers II, attore statunitense
- 31 marzo - Armando Méndez, calciatore uruguaiano
- 31 marzo - Tsogt-Ochiryn Namuuntsetseg, lottatrice mongola
- 31 marzo - Yan Naing Oo, calciatore birmano
- 31 marzo - Sarray, wrestler giapponese
- 31 marzo - Courtney Wildin, ex calciatore antiguo-barbudano